# 都城
都城（とじょう）とは、歴史上の都市計画に関する用語。中国を始源とする制度（都城制）に基づき建築された都市。
天子の居城（宮城）が北辺にあり、その南に宗廟及び官庁を設け（皇城）、その周辺市街地（京域）が形成され、各々防衛のため城郭（漢語本来の城）で周辺を囲んだ都市。学術的に都城の「宮」と京を総称して宮都と呼ぶこともある。典型的なものは長安城であり、古代日本においても、律令制の継承とともに藤原京、藤原京以前に首都を置いていた難波宮に難波京、などの都城が建設された（→都城制、条坊制）。
日本では都城が置かれた土地を京（きょう）と称し、和訓では「みやこ」と読まれた。「みやこ」とは、大王（天皇）の住まいであった「みや（宮）」に接尾辞の「こ（処）」がつけて成立した“やまとことば”で、万葉仮名では美夜古（『万葉集』巻5、806番）・弥夜古（同843番）などと表記されていた。日本においては都城制が成立する以前から、大王の住む「みや」とその所在地である「みやこ」と呼ばれる特別な区域が存在し、そこに律令制・都城制の概念が取り入れられる事で「宮」、「京」もしくは（類似の用法を持つ）「都」という漢字があてられてきたと考えられている。なお、古くは「さと（里）」に美称の「み（美）」を付けた「みさと」という和訓も存在していたが、都城制が導入された時期にはほとんど用いられなかったとみられている。歴史的には斉明天皇2年（656年）頃に飛鳥地域の都市整備によって成立した「倭京」と呼ばれる地域もしくは天智天皇による大津宮造営と近江令制定によって成立した「近江京」がその始まりと考えられる。史料的には天智天皇9年（670年）に編纂された「庚午年籍」に京戸の存在があったと推定できることから、その前提となる「京」と呼ぶべきものが存在していたとする考察がある。ただし、それをもって本格的な都城が整備されていたと断定することはできない。
ヨーロッパの「都市」も多くが城壁に囲まれた構造をしている（→城郭都市）。その他、北アジアや西域の「バリク」も都城に類した構造を持つ（例：ビシュバリク、バイ・バリク、オルド・バリクなど）。